# Крохмалюк Олександр Іванович
Олександр Іванович Крохмалюк (нар. 6 червня 1988, Чернівецька область, УРСР) — український футболіст, півзахисник.

## Життєпис

### Клубна кар'єра
Вихованець клубів «Надія» (Копиченці) та «Лужани», кольори яких захищав у юнацьких чемпіонатах України (ДЮФЛУ). У 2004 році розпочав дорослу футбольну кар'єру в аматорському ФК «Борщів», за який провів 5 поєдинків. У 2006 році перейшов до чернівецької «Буковини», в складі якої у всіх турнірах провів 37 офіційних матчів. Потім виступав у клубах «Єдність» (Плиски), ЦСКА (Київ), «Верес» (Рівне), «Десна» (чернігів). Влітку 2010 року перейшов до бурштинського «Енергетика».
У 2011 році підсилив кіровоградську «Зірку». Дебютував за кіровоградський клуб 16 липня 2011 року в програному (0:1) домашньому поєдинку 1-о туру Першої ліги проти ужгородської «Говерли-Закарпаття». Олександр вийшов на поле на 58-й хвилині, замінивши Івана Рудницького, а на 70-й хвилині отримав жовту картку. У першій частині сезону 2011/12 років у Першій лізі зіграв 7 матчів, ще 1 матч провів у кубку України.
На початку січня 2012 року відправився на перегляд до казахського клубу «Окжетпес», але команді не підійшов після чого повернувся в Україну. У 2012 році виступав у коломийських «Карпатах», з якими того року виграв аматорський чемпіонат України. У 2013 році виступав за «КРОНО-Карпати» (с. Брошнів-Осада). У сезоні 2014 року в складі «Підгір'я» (Сторожинець) став переможцем чемпіонату Чернівецької області та кубку області.
З 2015 по 2016 рік захищав кольори ФК «Волока», з якою 2015 року дійшов до півфіналу аматорського кубку України, також ставав переможцем різних обласних змагань. У 2017 роках виступав за ФК «Копиченці» в чемпіонаті Гусятинського району (Тернопільська область) та «Університет» (Чернівці).

### Кар'єра в збірній
Виступав у студентській збірній України. В складі якої у 2009 році ставав переможцем Всесвітньої Універсіади та отримав звання «майстер спорту міжнародного класу», а через два роки знову був учасником студентського турніру.

## Досягнення

### У збірній
- Універсіада
  -  Чемпіон (1): 2009

### Відзнаки
- Майстер спорту міжнародного класу (2009)